# Правителство на Петър Гудев
Правителството на Петър Гудев е двадесет и деветото правителство на Княжество България, назначено с Указ № 9 от 3 март 1907 г. на княз Фердинанд Сакскобургготски. Управлява страната до 16 януари 1908 г., след което е наследено от първото правителство на Александър Малинов.

## Политика

### Вътрешна политика
Основно място във вътрешната политика на Народнолибералната (стамболовистка) партия заема въпросът за създаване на силна армия. След Илинденско-Преображенското въстание българските политици са убедени‚ че проблемите на Балканите могат да се разрешат само чрез война. Тази увереност се засилва от групирането на европейските сили в два военни блока – Централните сили и Антантата. За да се повиши боеспособността на българската армия, е увеличен броят на българските офицери в европейските военни академии. Мирновременният състав на армията нараства от 40 000 на 55 000 военнослужещи. Годишният военен данък за отклонения от военната служба е завишен два пъти. Армията е превъоръжена с модерни пушки тип „Шнайдер“. Кабинетът подписва и договор с френската фирма „Шнайдер“ за доставка на 6 миноносеца. През 1904 г. планинската артилерия е превъоръжена със скорострелни оръдия система „Круп“. През 1906 г. полската артилерия е превъоръжена с оръдия система „Шнайдер“. Военните разходи достигат 30% от държавния бюджет.
Кабинетът продължава политиката на протекционизъм. Полагат се грижи за разширяване на железопътната и шосейната мрежа. Започва строежът на железопътните линии Радомир-турската граница и Търново – Борущица. Подготвено е предложение за откупуване на Източните железници. Гласуван е „Закон за благоустройството из населените места“. Отпуснати са 19 милиона лева за построяване на шосета в Пловдивско, Бургаско, Варненско и Старозагорско. Изменен е „Законът за селските и градските общини“ – засилва се централизацията, дава се възможност за благоустройствени мероприятия, въвежда се задължителен образователен ценз за кметовете. Приет е „Закон за организиране на занаятчийските и еснафски сдружения“. По предложение на правителството през ноември 1906 г. Народното събрание приема „Закон за преименуване на 333 селища с турски имена“. Приет е „Закон за защита на женския и детския труд“. Бързото разпадане на селските задруги и бурните темпове на икономическо развитие принуждават народнолибералите да обърнат внимание на защитите на частната собственост. Приет е „Закон за защита на имуществото и собствеността“. Наказанията, предвидени в Наказателния кодекс за посегателство върху личната и държавната собственост, стават все по-сурови.
Основната цел в образователната система е издигане на културно-просветно равнище на нацията. Въпреки ограничените средства размерът на годишните училищни такси е намален, увеличен е размерът на учителските възнаграждения, разширява се автономията на университета. Прието е изменение на „Закона за народното просвещение“, което предвижда задължително обучение до четвърто отделение. По отношение на средното образование се акцентира върху общообразователната, така и върху разширяването на професионалната подготовка. Стамболовистите полагат грижи и за развитието на културните институции – увеличава се издръжката на музеи, библиотеки, театри, отпускат се годишни пенсии на заслужили културни дейци.
Кабинетите на народнолибералите управлявали през 1903 – 1908 г. действат безкомпромисно спрямо политическите си противници. Огромният полицейски апарат утежнява държавния бюджет. Рязко нараства влиянието на монарха в политическия живот.

### Външна политика
Основно място във външната политика на кабинета заема въпросът за защитата на българското население в Македония и Одринско. Разгромът на Илинденско-Преображенското въстание, масовата емиграция в свободните български райони, унищожаването на културните ни институции в поробените земи нанасят удар върху националното присъствие на България там. Поради неблагоприятната международна обстановка (Русия е ангажирана с проблемите си с Япония) и все още неподготвената за война българска армия стамболовистите не оказват пряка военна подкрепа на въстаниците. През 1907 г. е подписано съглашение с Турция. С него се амнистират участниците в революционното движение в Македония и Одринско, дава се възможност на бежанците да се завърнат в родните си места. Направени са и митнически облекчения. Според документа България се ангажира да не подкрепя въоръжената борба в Македония и Одринско.
Подобряват се отношенията със Сърбия. През 1905 г. между двете държави е изграден митнически съюз. В края на 1907 г. срещу правителството на стамболовистите се оформя мощен опозиционен блок, корупцията сред правителствените чиновници, многобройните афери с държавни поръчки, безкомпромисните действия на полицията и „Законът за амнистията на радославистите“ подкопават устоите на режима. Политическата борба се ожесточава. През февруари 1907 г. е убит министър-председателят Димитър Петков. След неговата смърт най-авторитетният лидер на стамболовистите е Никола Генадиев. В началото на януари 1908 г. княз Фердинанд I предизвиква оставката на кабинета на Народнолибералната партия и натоварва Демократическата партия със съставянето на новия кабинет.

## Съставяне
Кабинетът, оглавен от Петър Гудев, е образуван от дейци на Народнолибералната (стамболовистка) партия и разчита на подкрепата ѝ в XIII обикновено народно събрание.

### Кабинет
Сформира се от следните 7 министри:
| министерство                          | име | име                    | партия                  |
| ------------------------------------- | --- | ---------------------- | ----------------------- |
| председател на Министерския съвет     |     | Петър Гудев            | Народнолиберална партия |
| външни работи и изповедания           |     | Димитър Станчов        | безпартиен              |
| вътрешни работи                       |     | Петър Гудев            | Народнолиберална партия |
| народно просвещение                   |     | Никола Апостолов       | Народнолиберална партия |
| военен                                |     | Михаил Савов           | военен                  |
| финанси                               |     | Лазар Паяков           | Народнолиберална партия |
| търговия и земеделие                  |     | Никола Генадиев        | Народнолиберална партия |
| обществени сгради, пътища и съобщения |     | Димитър Станчов (упр.) | безпартиен              |
| правосъдие                            |     | Константин Панайодов   | Народнолиберална партия |

### Промени в кабинета

#### от 22 май 1907
| министерство                          | име | име             | партия                  |
| ------------------------------------- | --- | --------------- | ----------------------- |
| военен                                |     | Данаил Николаев | военен                  |
| обществени сгради, пътища и съобщения |     | Иван Халачев    | Народнолиберална партия |

## Събития

### 1907
- 5 март 1907 – Контракт за мащабна доставка на въоръжение от Шнайдер–Крьозо. За година правителството плаща на френската фирма 44 000 000 лева.[6]
- 15 юни–18 октомври 1907 – Хагска конференция за мир. Конвенции за мирно уреждане на конфликти и за правилата за действие по време на война. Княжество България е представено като самостоятелна държава и става страна по споразуменията, въпреки че формално все още е васал на Османската империя.[7]
- 23 октомври 1907 – Софийският университет открива врати за пръв път след закриването си в началото на годината. Т. нар. „Апостолов университет“ е бойкотиран от мнозинството студенти и учени след отказа на просветния министър Никола Апостолов да възстанови уволнените преподаватели и автономията на учебното заведение.[8]
- 20 декември 1907 – Закон за основното и средното образование реорганизира учебния процес, осигурява материално учителите, но ограничава обществено-политическата им дейност, намалява заплатите на учителките и забранява на омъжените да упражняват професията.[7]